# La Nación (revista)
La revista mexicana La Nación es el órgano editorial de comunicación del Partido Acción Nacional. Se publicó por primera vez el 18 de octubre de 1941, bajo la dirección de Carlos Septién García. Con registro del 8 de septiembre de 1941.

## Fundación
Se mencionó por primera vez la intención de formar una revista fue en el 17 de junio de 1941, en una carta entre Manuel Gómez Morín y Efraín González Luna, donde se cuestionan la utilidad de una editorial que muestre la vida interna del Partido Acción Nacional.

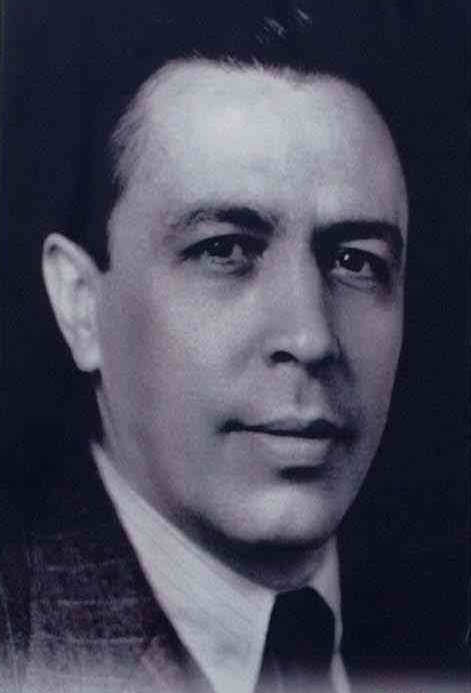
Manuel Gómez Morín.

Desde su fundación fue un espacio de reflexión real de la situación del país, época en que la prensa estaba restringida por el Gobierno Federal (PRI), el mismo Manuel Gómez Morín, se vio en la necesidad de proteger su imagen en varios ensayos y notas empleado el seudónimo de Manuel Castillo, inspirado en su padre Manuel Gómez Castillo.
En la propaganda repartida en 1941, se anunciaba la publicación próxima y su cuerpo de colaboradores, Manuel Gómez Morín, Efraín González Luna, Salvador Novo, Manuel Samperio, Jorge Piñó Sandoval, Aquiles Elorduy, Ezequiel A. Chávez, Trinidad García, Manuel Herrera y Lasso, Toribio Esquivel Obregón, Rafael Preciado Hernández, Gustavo Molina Font, Jesús Guisá y Acevedo, José Fernández de Cevallos, Isaac Guzmán Valdívia,  Rafael Aguado Spencer, Luis de Garay, Roberto Cossío y Cossío, Mauricio Gómez Mayorga, Daniel Kuri Breña, Manuel Ulloa y Carlos León. Además anuncia el costo de $0.20 y número atrasado $0.40 el ejemplar y semestral de $5.00 y Subscripción anual $9.00, y su fecha de primera publicación el 7 de octubre.
Retrasándose 11 días, fue así que vio la luz la editorial con el nombre de Revista La Nación, el 18 de octubre de 1941 (Año 1, Número 1, México D.F.), las oficinas se localizaban en la calle de Bolívar número 23 despacho 210, México D.F., bajo la dirección de Carlos Septién García; Jefe de Redacción, Diego Tinoco; Consejo de Redacción, Adolfo Pimentel Mejía, Gumersindo Galván Jr., Roberto Carriedo Rosales, Roberto Ibáñez, Jesús Hernández Díaz, Vicente Torres Gutiérrez; Departamento de Dibujo, Tomas Montero Torres. Este primer número contó con la colaboración del moreliano Porfirio Martínez Peñaloza.
En un inicio la revista contaba con secciones como: Vida Nacional, Opinión, La Ciudad, Asunto Pendiente, Arte, Ciencia, Economía, Trabajo, Campo, El Mundo, además de reportajes y acontecer de la Iglesia Católica, reportajes especiales de biografías de mexicanos destacados, con el tiempo se agregó Religión, Medicina, Poesía, Cine, Teatro, Deportes y Toros.

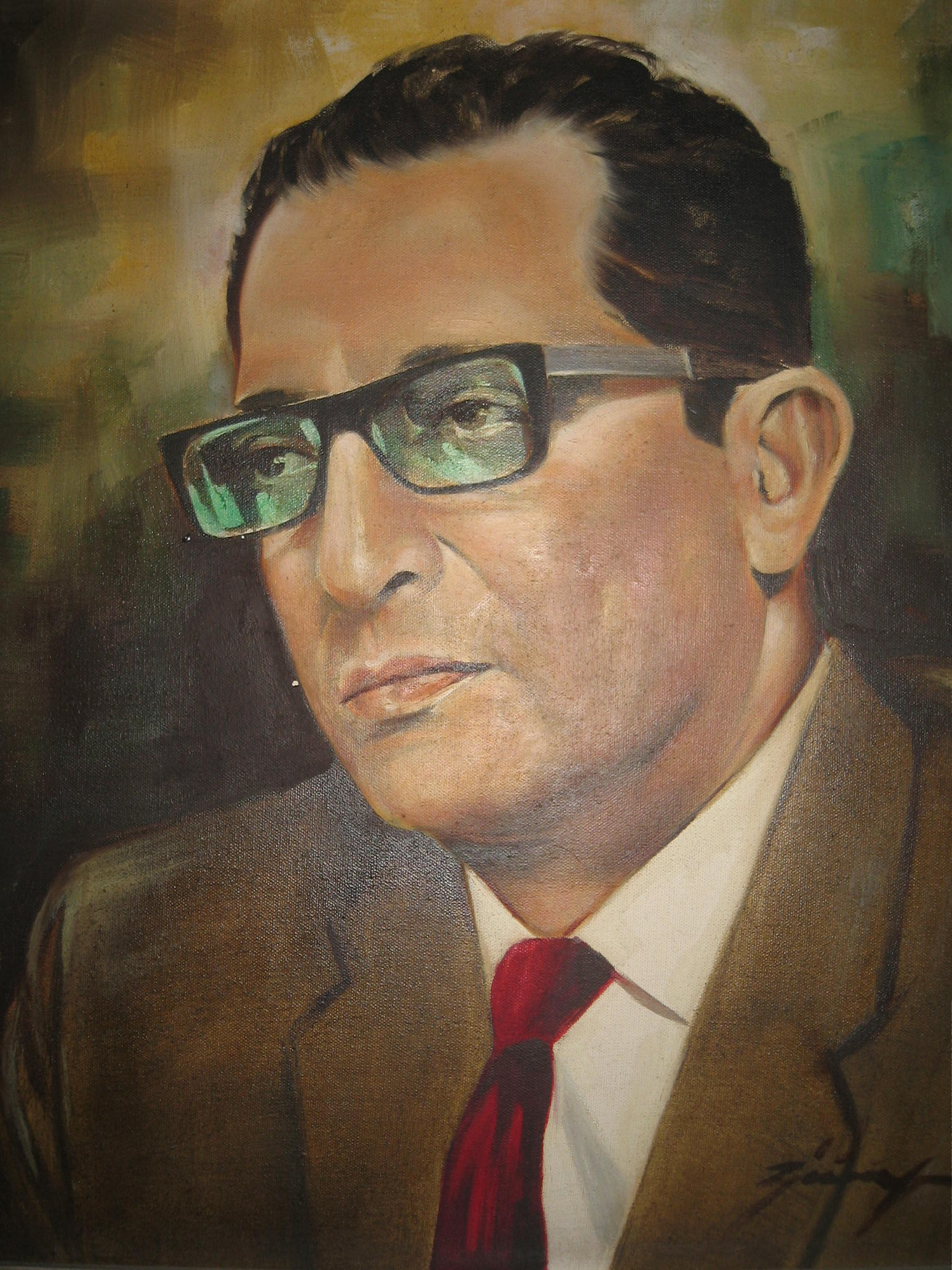
Lic. Miguel Castro Ruiz

Con el paso de los años se sumaron a la publicación Luis Calderón Vega, Miguel Castro Ruiz, Alejandro Avilés, Luis César y Gonzalo Chapela y Blanco,

## Actualidad
Carlos J. Guízar, dice: A través de ella (Revista La Nación), es posible conocer y dar seguimiento a la historia de Acción Nacional, desde las aportaciones de Manuel Gómez Morín, Efraín González Luna, Luis Calderón Vega, Adolfo Christlieb, Septién García, Miguel Castro Ruiz, Rafael Preciado Hernández, Carlos Castillo Peraza, Gustavo E. Madero, el presidente Felipe Calderón o tantos muchísimos otras y otros colaboradores que hemos tenido el privilegio de escribir en la publicación y ser parte activa de la historia del PAN, que se lee en La Nación.
En la actualidad son invitados a colaborar destacados miembros de Acción Nacional y mexicanos que participan en el desarrollo de la vida política de México. En 2014, la revista estrenó un portal propio, http://revistalanacion.com/ así como cuentas en Facebook y Twitter.

## Ideario de La Nación
El propósito original fue el de crear un instrumento de las tesis de Acción Nacional, no solo apto para servir de medio de contacto entre los miembros del Partido, sino de llegar al público en general. Un instrumento, por supuesto, ágil, vivo, penetrante, capaz de unir las necesidades de una orientación hecha desde el punto de vista nacional, con las exigencias puramente periodísticas. Una revista popular, nítidamente impresa, bien formada, con gran variedad de material, escrita cuidadosamente o impregnada, desde el nombre hasta el directorio, de intención política; Una revista que diga lo que la prensa calla; Que dé jerarquía y valor a los acontecimientos y explique su significado y trascendencia; Una revista, además, que sea la expresión auténtica de la vida nacional y que en ningún caso abandone ese propósito.
Manuel Gómez Morín.

## Directores
- Carlos Septién García, 1941-1948.
- Alejandro Avilés, 1949-1962.
- Gerardo Medina Valdés, 1963-1989.
- Luis Martínez Alcántara, 1989-1992.
- Consejo Editorial (Luis H. Álvarez, Carlos Castillo Peraza, Alejandro Díaz Pérez-Duarte, Gabriel Palomar y Silva y Mario Vega), 1992-1993.
- Délmer Peraza Quintal, 1993.
- Consejo Editorial (Carlos Castillo Peraza, Felipe Calderón Hinojosa, José Ángel Conchello, Gabriel Palomar y Silva, Alberto Antonio Loyola, Pablo Retes González), 1993-1995.
- Marcela Cebrián Vázquez (editor responsable), 1994-1997.
- Silvino Silva Lozano, 1997-2002.
- Armando Reyes Vigueras (jefe de redacción), 2002.
- Consejo Editorial, 2002-2003.
- Martín Enrique Mendívil Cortés, 2003-2004.
- Liliana López Ruelas (subdirectora), 2004.
- Consejo Editorial, 2004.
- Liliana López Ruelas, 2005-2007.
- Consejo Editorial, 2008.
- Carlos Castillo López (hijo de Carlos Castillo Peraza), 2008-2012.
- María del Carmen Rizo, 2014 a la fecha.